# Замок Лисмор
Замок Лисмор (ирл. Lios Mór, что значит большой круглый форт, англ. Lismore) находится в графстве Уотерфорд в провинции Мунстер в Ирландии. Принадлежал графам Десмонд, а с 1753 года герцогам Девона. В XIX веке замок был перестроен в неоготическом стиле Уильямом Кавендишом — VI герцог Девонширский.

## История
Замок Лисмор был построен в 1185 году принцем Иоанном — будущим королем Англии Иоанном Безземельным. До этого на этом месте был монастырь аббатства Лисмор, который был основан еще в VII веке. Монастырь был известным религиозным, учебным и научным центром Ирландии. В 1171 году состоялось англо-норманское завоевание Ирландии, монастырь был конфискован королем Англии Генрихом II, который решил построить здесь замок — оплот английской власти. Замок некоторое время продолжал оставаться резиденцией местного епископа, но фактически был собственностью графа Десмонда. Владения графов Десмонда были существенно уменьшены после убийства Джеральда Фицджеральда — XV графа Десмонда в 1583 году. В результате этих событий началась английская колонизация его земель.
В 1589 году замок был сдан в аренду, а затем перешел в собственность сэра Уолтера Рэли. В 1602 году Уолтер Рэли был посажен за решетку и обвинён в «государственной измене». Он вынужден был продать замок Лисмор авантюристу Ричарду Бойлю — и графу Корка.